# Іксанов Олександр Маратович
Олександр Маратович Іксанов (17 березня 1972, Київ) — український кібернетик, педагог, доктор фізико-математичних наук (2007), професор (2007), завідувач кафедри дослідження операцій факультету комп'ютерних наук та кібернетики Київського національного університету імені Тараса Шевченка.

## Життєпис
1990-95 — студент факультету кібернетики Київського національного університету імені Тараса Шевченка.
Працює в Київському університеті після закінчення аспірантури: асистент, старший викладач, доцент, професор кафедри дослідження операцій.
Кандидатська дисертація «Статистичні задачі, пов'язані з процесом радіоактивного забруднення» (2000, науковий керівник — доктор фізико-математичних наук Олег Закусило).
У 2007 році захистив докторську дисертацію на тему «Нерухомі точки неоднорідних згладжуючих перетворень», у 2011 році одержав атестат професора кафедри дослідження операцій. 
З 2014 року — завідувач кафедри дослідження операцій факультету кібернетики.

## Наукові інтереси
- теорія відновлення та її застосування;
- випадкові комбінаторні структури;
- ймовірнісна теорія чисел.

## Науковий доробок
Автор понад 80 наукових робіт, 12 навчальних посібників та монографії